# USバングラ航空

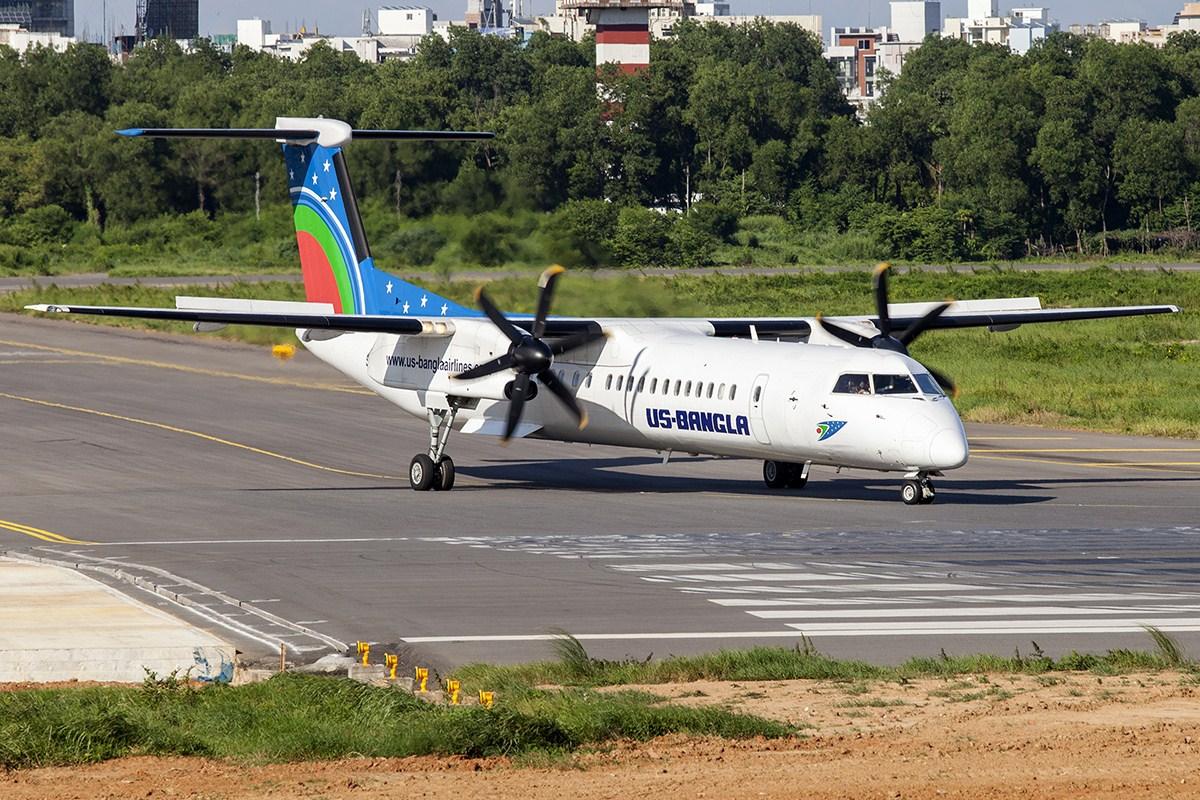
ダッカ空港で駐機しているUSバングラ航空のボンバルディアQ400。

バンコク空港から離陸するUSバングラ航空のボーイング737/8W。

USバングラ航空（USバングラこうくう、US-Bangla Airlines）は、ダッカに本社、シャージャラル国際空港に拠点を置いているバングラデシュの民間航空会社。アメリカ合衆国とバングラデシュの合弁会社であるUSバングラ・グループ (US-Bangla Group) 傘下の企業である。

## 沿革
- 2014年7月17日、国内線の運航を開始した[4]。当初は国内線の運航から事業を始め、ハブ空港があるダッカからチッタゴンとジョソール県への路線に就航した[4]。
- 2014年8月、ダッカ-コックスバザール線に就航。
- 2014年10月には、サイドプール（英語版）への運航が開始された[5]。
- 2014年2月12日、DHC-8-400を導入[6]。
- 2016年7月、USバングラ航空は、新たにボーイング737-800を2機、9月に導入する計画を発表し、2016年末までに新たに国際線へ進出し、シンガポールやドバイなどへの路線を設ける予定と発表した[7]。
- 2020年2月12日、2機のATR-72-600の購入権を行使[8]。
- 2024年4月、エアバスA330-300型機を導入[9]。ボーイング737-800型機も追加導入し、保有機材数が国営のビーマン・バングラデシュ航空の保有機数21機を上回った[10]。

## 事業所
USバングラ航空の本社は、ダッカで外交関係機関が集まっているバリダラ地区にある。インドの事務所は、コルカタのボウバザールにある。アメリカ合衆国の事務所は、ニューヨーク市クイーンズ区ジャクソン・ハイツのバングラデシュ・プラザ (Bangladesh Plaza) にある。カナダの事務所は、トロントのイーストヨークにある。タイ王国の事務所は、バンコクのワッタナー区にある。

## 就航地
| ダッカ(ハブ空港)、チッタゴン、コックスバザール、ジョソール、ラジシャヒ、サイドプール、シレット |                                |
| 国際線                                                                                         |                                |
| タイ                                                                                           | バンコク/スワンナプーム        |
| インド                                                                                         | コルカタ、チェンナイ           |
| モルディブ                                                                                     | マレ                           |
| 中国                                                                                           | 広州                           |
| シンガポール                                                                                   | シンガポール                   |
| マレーシア                                                                                     | クアラルンプール               |
| サウジアラビア                                                                                 | ジェッダ、リヤド               |
| アラブ首長国連邦                                                                               | アブダビ、ドバイ、シャルジャー |
| オマーン                                                                                       | マスカット                     |
| カタール                                                                                       | ドーハ/ハマド                  |

## 機材
| 機種              | 保有数 | 座席数 | 備考                                            |
| ----------------- | ------ | ------ | ----------------------------------------------- |
| ATR72-600         | 9      | 70     | 2019年から導入。                                |
| エアバスA330-300  | 2      | 436    | 2024年に2機導入。セブパシフィック航空の中古機。 |
| ボーイング737-800 | 4      | 189    | 2022-2023年に導入。                             |

## 事故
- 2015年9月4日、ボンバルディア・ダッシュ8 Q402 のうちの1機、S2-AGU が、国内線として飛んだ先のサイドプール空港で着陸時に滑走路から逸脱した。けが人はいなかった[12][13]。また、事故機は3年後にも事故を起こした。（詳細は下記）

- 2018年3月12日、USバングラ航空211便が目的地であるカトマンズのトリブバン国際空港への着陸時に滑走路を逸脱した。滑走路から外れた同機は、近傍のサッカー場で大破炎上し、乗員乗客71人中51人が死亡した[14]。

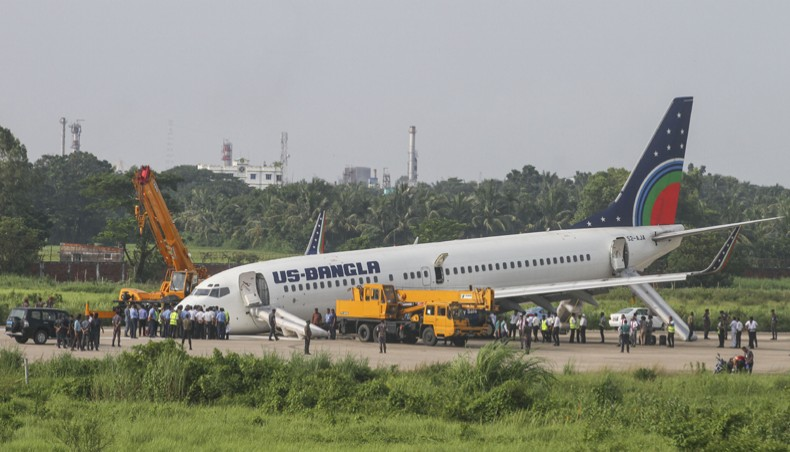
着陸後の141便

- 2018年9月26日、USバングラ航空141便（ボーイング737-8Q8、S2-AJA）がコックスバザール空港への進入時に、ノーズギアが降りなくなった。ギアをロックさせようと数度試したが、うまくいかずノーズギアが出ていない状態でシャーアマーナト国際空港に着陸した。乗員乗客171人に怪我はなかった[15]。